# Gabriel Perelle

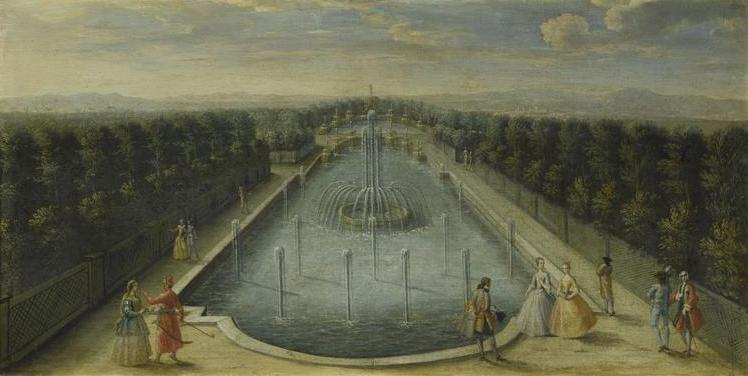
Vasca nel giardino di Versailles, da un'incisione di Perelle.

Gabriel Perelle (Vernon, 7 marzo 1604 – Parigi, 6 marzo 1677) è stato un incisore, disegnatore e stampatore francese di vedute topografiche e paesaggi.

## Biografia
Allievo di Simon Vouet, Perelle si specializzó in paesaggi dall'impostazione classica, non dissimili da quelli di Francisque Millet, anche se con pretese chiaramente decorative. Fondó un laboratorio di incisione all'acquaforte, con la collaborazione dei figli Nicolas e Adam.
Perelle fu anche allievo di Daniel Rabel e produsse centinaia di incisioni dai suoi disegni, come anche da composizioni di colleghi antagonisti come Israël Silvestre, Paul Bril, Jacques Callot, Michel Corneille il Vecchio, Jan Asselijn, Jacques Fouquières, Cornelis Poelenburg, e Sébastien Pontault de Beaulieu. Queste tavole a bulino e acquaforte, rappresentano il circondario paesaggistico parigino, con castelli e rovine.